# 帕尼奥
帕尼奥（義大利語：Pagno），是意大利库内奥省的一个市镇。总面积8平方公里，人口581人，人口密度72.6人/平方公里（2009年）。ISTAT代码为004158。